# Oxygen Not Included
Oxygen Not Included je strategická videohra vyvinutá kanadským herním studiem Klei Entertaiment.

## Hratelnost
Oxygen Not Included je survival strategická simulace. Na začátku hry jsou k dispozici tři kolonisti - duplikanti, kteří se neznámo jak ocitli uprostřed asteroidu letícího vesmírem. Hráč musí řídit duplikanty, dávat jim úkoly, starat se o jejich potřeby a společně vybudovat soběstačnou vesmírnou kolonii. Hráč se musí starat aby duplikanti měli dostatek jídla, kyslíku, místo ke spaní a místo k vykonávání potřeby, snižovat jejich stres a další. Pomocí duplikantů může těžit suroviny, zkoumat nové technologie, pěstovat jídlo, chovat zvířata, stavět různé budovy které poté například generují energii nebo kyslík, zpracovávají odpad, zkrášlují okolí či přetvářejí surové materiály na jejich rafinovanou podobu. Prováděním činností se duplikantům zlepšují jejich dovednosti jako je rychlost chůze, rychlost kopání, síla, učení a další.

## Vývoj
Oxygen Not Included je vyvíjena kanadským nezávislým studiem Klei Entertaiment. Hra byla pro Windows oznámena během roku 2016. V únoru 2017 byla uvolněna v takzvaném early access na platformě Steam. Na podzim 2017 byla hra uvolněna i pro Linux a OSX. Pro hru pravidelně vycházely tematické aktualizace, které přidávaly nové funkce (například Agricultural Upgrade přidal možnost pěstovat rostliny). Dne 30. července 2019 byla hra uvolněna jako finální verze.